# Arbetslivsmuseernas samarbetsråd
Arbetslivsmuseernas Samarbetsråd (ArbetSam) är en svensk nationell ideell museiförening för arbetslivsmuseer.
Arbetslivsmuseernas Samarbetsråd bildades under ett nationellt seminarium på Arbetets museum den 20–21 mars 1998.  Seminariet arrangerades av Arbetets museum, Tekniska museet samt Riksantikvarieämbetet och lockade 105 personer. 
År 2016 fanns cirka 1 500 arbetslivsmuseer i Sverige. Drygt en tredjedel av dessa museer är medlemmar i ArbetSam. ArbetSam är en ideell förening som utifrån ett underifrånperspektiv främjar och utvecklar bevarandet och gestaltandet av industrisamhällets framväxt och kulturarv. I denna uppgift ingår att verka för en helhetssyn där arbetsliv, teknik, produktionsprocesser, sociala förhållanden, folkbildning, kultur samt fackligt och politiskt arbete tydliggörs. I centrum står arbetsplatser och andra historiska miljöer med anknytning till arbetet. 
ArbetSam arbetar för att stärka arbetslivsmuseernas identitet, skapa ett kontaktnät mellan medlemmarna, samordna arbetet i gemensamma frågor, sprida kännedom om arbetslivsmuseernas verksamhet, fördjupa kunskapen om det förgångna samt för ökad beredskap inför framtidsfrågor.